# Festival Internacional de Circo de Albacete
El Festival Internacional de Circo de Albacete (en inglés: Albacete International Circus Festival) es un festival dedicado al mundo de las artes circenses que tiene lugar anualmente en la ciudad española de Albacete desde 2008; desde 2012 tiene lugar en el Teatro Circo de Albacete. Los principales premios que en él se entregan son los Acróbatas de Oro, Plata y Bronce.

## Historia
La primera edición tuvo lugar en 2008 bajo la denominación de Festival Internacional de Circo Ciudad de Albacete. Anteriormente a este festival, en Albacete se habían celebrado diversos espectáculo circenses: en 2004 el primer Festival Internacional de Circo y Magia Ciudad de Albacete, el Festival Internacional de Circo de Albacete en 2006 y Estrellas del Circo en 2007.
Con la dirección artística de Genís Matabosch, el Festival de 2008 se hizo tomando como referencia Festival Internacional de Circo de Montecarlo, con dos espectáculos de competición y con cuatro jurados: el jurado oficial, de directores, que entregó dos Acróbatas de Oro, dos de Plata y dos de Bronce; y otros tres jurados que entregaron un premio cada uno: el jurado de la crítica, formado por directores y redactores jefe de revistas especializadas; el compuesto por fotógrafos especializados, de la imagen; y el del público. Durante dos años más, 2009 y 2010, el festival continuó con la misma denominación y dirección, y alcanzó relevancia internacional.
En el año 2011 el festival estuvo a punto de no celebrarse. Según Marcel Barrera, debido a tres razones: el recorte en su presupuesto, el cambio en la dirección artística y el enfrentamiento entre Matabosch y el gerente de Cultural Albacete, organizador del Festival. Debido a la reducción del presupuesto de 600 000 € a 300 000 € Matabosch renunció a dirigir el Festival. Así mismo, la edición de 2011 se denominó IV Festival de Circo de Albacete, ya que Festival Internacional del Circo Ciudad de Albacete es un marca registrada por Genís Matabosch.
Estos cambios provocaron modificaciones en el modelo artístico del festival del 2011, con la nueva dirección de los hermanos Antonio y Miguel Álvarez, que se celebró junto a la Muestra de Jóvenes Promesas del Circo de Albacete y la exposición Imaginando el Circo. Matabosch criticó el nuevo formato y lo calificó de «falso festival», un simple espectáculo de circo falto de la estructura de un festival circense de prestigio. En este sentido, Marcel Barrera consideró sería «discutible» llamarlos festivales.

## Sede
En el año 2012 el festival se empezó a celebrar en el Teatro Circo de Albacete que hasta entonces se había celebrado en una carpa en la plaza de Toros de Albacete.

## Premios
Los máximos galardones que se entregan en el Festival Internacional de Circo de Albacete son los Acróbatas de Oro, Plata y Bronce, además del Premio del Público.

## Directores

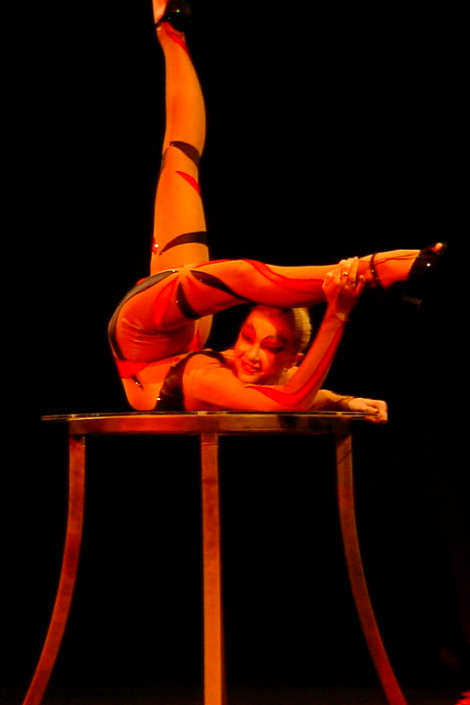
Contorsionista.

- Genís Matabosch (ediciones 1, 2 y 3), miembro del Consejo Asesor del Circo del Instituto Nacional de las Artes Escénicas y de la Música (INAEM)
- Hermanos Álvarez (IV y V ediciones),[6] Premio Nacional de Circo 2010 del Ministerio de Cultura
- Antonio Álvarez (VI edición-actualmente)[5]

## Jurado
En el año 2008 hubo 4 jurados: El jurado oficial, de directores, que entregó dos Acróbatas de Oro, dos de Plata y dos de bronce; y otros tres jurados que entregaron un premio cada uno: el jurado de la crítica, formado por directores y redactores jefe de revistas especializadas; el compuesto por fotógrafos especializados, de la imagen; y el del público.
En el año 2012 el jurado estuvo compuesto por personalidades del circo.

## Palmarés
Véase Anexo:Palmarés del Festival Internacional de Circo de Albacete.

## Críticas
En 2011 Genís Matabosch, exdirector del festival, calificó el evento, organizado  entonces por primera vez por los hermanos Álvarez, como un «falso festival», un simple espectáculo de circo falto de la estructura de un festival circense de prestigio. Otros medios han destacado el éxito del festival. En 2016, el alcalde de Albacete destacó los beneficios turísticos que el festival reportaba a la ciudad.